# Piraera

Piraera é uma cidade hondurenha do departamento de Lempira.